# Jisoo
Kim Ji-soo, nota semplicemente come Jisoo (김지수?, 金智秀?, Gim Ji-suLR, Kim ChisuMR; Gunpo, 3 gennaio 1995), è una cantante e attrice sudcoreana.
Dal 2016 è membro del girl group sudcoreano Blackpink, sotto contratto con la YG; ha debuttato come artista solista nel 2023 pubblicando il singolo Me.

Firma di Jisoo

## Biografia

### Primi anni
Jisoo è nata il 3 gennaio 1995 a Gunpo, e ha un fratello e una sorella più grandi. Da bambina giocava a basket e frequentava corsi di taekwondo ed era anche una fan del gruppo TVXQ. Jisoo ha frequentato il liceo presso la School of Performing Arts di Seul. In terza media, ha avviato il club di recitazione nella sua scuola e ha acquisito una maggiore esperienza attraverso le audizioni.
Dopo gli studi alla School of Performing Arts Seoul nel 2011, si è unita all'etichetta sudcoreana YG Entertainment per diventare un apprendista idol. Nel 2014 è apparsa nel video musicale della canzone Spoiler degli Epik High e nel video musicale I'm Different delle Hi Suhyun. Nel 2015 è apparsa come cameo nel drama coreano Producer insieme a Park Sandara delle 2NE1 e con Kang Seung-yoon dei Winner.

### 2016-2022: inizio della carriera e debutto con le Blackpink

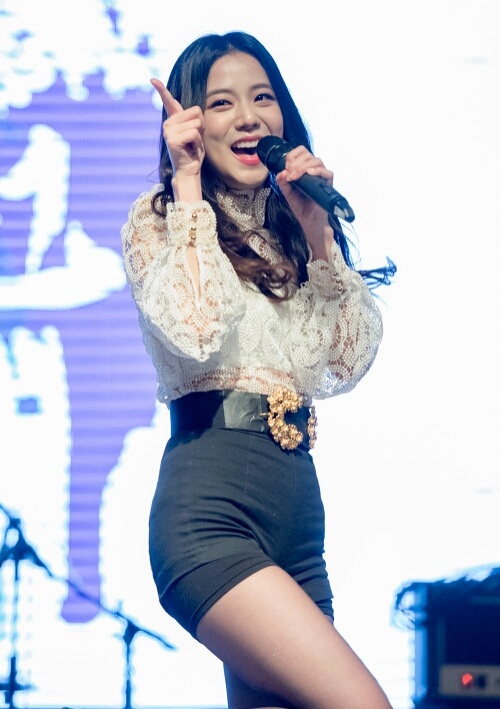
Jisoo nel 2017

Ha debuttato con le Blackpink l'8 agosto 2016 con il singolo Square One.
Dal 2017 al 2018, Jisoo ha svolto il ruolo di conduttrice televisiva per il programma Inkigayo insieme a Park Jin-young dei Got7 e Kim Dong-young degli NCT. Si è avventurata per la prima volta nella recitazione nel 2019 con una breve apparizione nel drama Arthdal Chronicles. Nel 2020, Kim ha co-scritto il singolo delle Blackpink Lovesick Girls tratto dal primo album in studio del girl group, The Album.
Dopo due anni, Kim ritorna sul piccolo schermo ottenendo il suo primo ruolo da protagonista nel 2021 con la serie Snowdrop, al fianco dell'attore Jung Hae-in. Nella serie ha interpretato una matricola di un college femminile, Eun Yeong-ro, che è tenuta in ostaggio dal suo interesse amoroso. La serie si è classificata al primo posto su Disney+ in quattro dei cinque paesi in cui è stato reso disponibile, inclusa la Corea del Sud. Tanu I. Raj della rivista NME ha apprezzato Jisoo considerando il suo debutto come attrice in un ruolo da protagonista, etichettando la sua gamma come encomiabile; tuttavia, Raj generalmente non è rimasto impressionato dalla serie in generale. Nel settembre 2022 è stata premiata come miglior attrice coreana ai Seoul International Drama Awards per il suo ruolo nella serie.
Ha contribuito ancora una volta con i crediti di scrittura per il brano Yeah Yeah Yeah, la quarta traccia del secondo album in studio delle Blackpink, Born Pink, pubblicato nel 2022.

### 2023-presente:Me, il debutto cinematografico e Blissoo

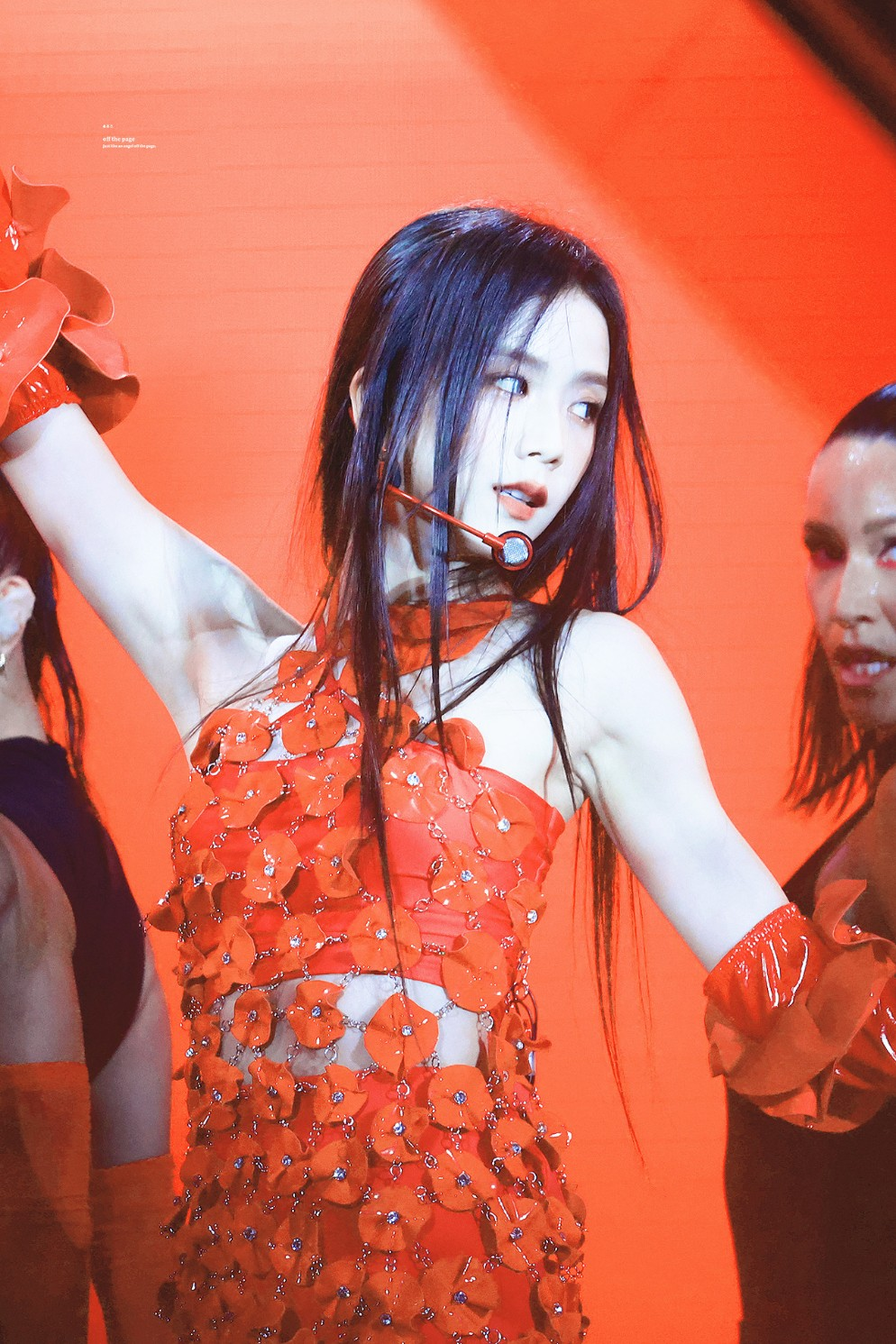
Jisoo mentre esegue Flower al festival di Coachella nel 2023

Il 2 gennaio 2023, la YG Entertainment ha annunciato che Jisoo avrebbe debuttato come artista solista e che stava girando un video musicale. Il 5 marzo, sono state diffuse le prime foto promozionali sugli account dei social media delle Blackpink, confermando che il suo singolo, Me, sarebbe stato pubblicato il 31 marzo 2023.
La versione fisica del singolo ha debuttato al vertice della Circle Album Chart con 1,03 milioni di copie vendute nella prima settimana di uscita, rendendo Jisoo la prima solista femminile K-pop venduta da un milione nella storia (first million-selling). Il brano Flower ha raggiunto la seconda posizione nella Billboard Global 200 e nella Circle Digital Chart, segnando il suo primo successo nella top ten delle classifiche. È diventata la canzone con il picco più alto di una solista donna coreana nella Canadian Hot 100, nella Official Aotearoa Music Charts e nella UK Singles Chart. Jisoo ha promosso Flower eseguendola al programma musicale sudcoreano Inkigayo e ha ottenuto nove vittorie sia ad Inkigayo che nel programma Show Champion. Ha poi eseguito la canzone durante i concerti da headliner delle Blackpink al festival di Coachella ad aprile e al BST Hyde Park a luglio.
Il 31 agosto, è stato annunciato che Jisoo era stata scelta come protagonista insieme a Park Jeong-min nella nuova serie televisiva Influenza, una seria incentrata su un'epidemia di zombi scritto da Han Jin-won, lo scrittore di Parasite, e Ji Ho-jin e diretto da Yoon Seong-hyun. In seguito, l'agenzia di Jisoo, la YG Entertainment, ha reso pubblica una dichiarazione secondo cui sta considerando di apparire nella serie ed è uno dei lavori che sono stati proposti e sono in fase di revisione da parte dell'attrice. A settembre 2023 è apparsa come cameo nel film Cheonbaksa toema yeon-guso: Seolgyeong-ui bimil diretto da Kim Seong-sik. Recentemente, Jisoo ha anche accettato di debuttare sul grande schermo nel webtoon live-action Omniscient Reader insieme all'attore Lee Min-ho. Le riprese inizieranno a dicembre.
Il 22 novembre 2023, Jisoo è stata investita da Carlo III come membro onorario dell'Ordine dell'Impero Britannico insieme agli altri membri delle Blackpink durante un'investitura speciale a Buckingham Palace alla quale ha partecipato anche il presidente della Corea del Sud Yoon Suk-yeol. Il 5 dicembre, la YG Entertainment ha annunciato che Jisoo insieme agli altri membri delle Blackpink avevano rinnovato i loro contratti per le attività di gruppo e che i contratti individuali dei membri erano ancora in discussione. L'etichetta ha successivamente confermato il 29 dicembre che Jisoo e gli altri membri delle Blackpink hanno accettato di non procedere con un contratto con la YG Entertainment per le loro attività individuali. Il 21 febbraio 2024, Jisoo ha fondato la sua etichetta, la Blissoo.
Nel gennaio 2025 viene annunciato che l'artista ha firmato un contratto con la Warner. Il mese successivo, il 14 febbraio, ha pubblicato il suo primo EP, Amortage, trainato dal brano Earthquake. Lo stesso brano è stato il primo dell'artista a raggiungere la prima posizione della Billboard World Digital Songs Chart. Il progetto attoriale successivo di Jisoo è stata la commedia zombi Newtopia, adattamento del romanzo Influenza scritto da Han Sang-Hoon. La serie è andata in onda da febbraio a marzo 2025 su Coupang Play.

## Altre attività
Prima del suo debutto con le Blackpink, Kim è apparsa in pubblicità per Samsonite, Smart Uniform, LG Electronics e Nikon. Nel settembre 2018, Jisoo e Rosé, nonché sua collega di lavoro, sono diventate modelle di sponsorizzazione per il marchio di cosmetici giapponese Kiss Me. Nel febbraio 2021, il marchio di abbigliamento coreano It Michaa ha selezionato Jisoo come musa ispiratrice per la sua collezione Primavera 2021. È stata anche nominata per la campagna estiva 2021 della linea di It Michaa, For a Day Michaa. Nell'agosto 2021, Jisoo è stata selezionata come portavoce del marchio coreano CELEBe. Nel marzo 2022, Jisoo è diventata l'ambasciatrice del marchio per il gioco MapleStory, rendendola la seconda ambasciatrice dopo l'arciere olimpico Kim Je-deok. Nel dicembre 2023, l'azienda di elettrodomestici Dyson ha selezionato Jisoo come nuova ambasciatrice ufficiale del brand in rappresentanza dei nuovi prodotti per capelli. A gennaio 2024, il rivenditore americano di abbigliamento sportivo Alo Yoga, ha annunciato Jisoo come nuovo volto per la sua campagna primavera 2024, che ha soddisfatto il valore della cantante in termini di benessere e salute attraverso lo yoga e il pilates. Il 6 marzo 2024, Jisoo è stata scelta anche come nuovo volto della casa di moda londinese Self-Portrait, come parte della nuova collezione primavera 2024.

### Dior

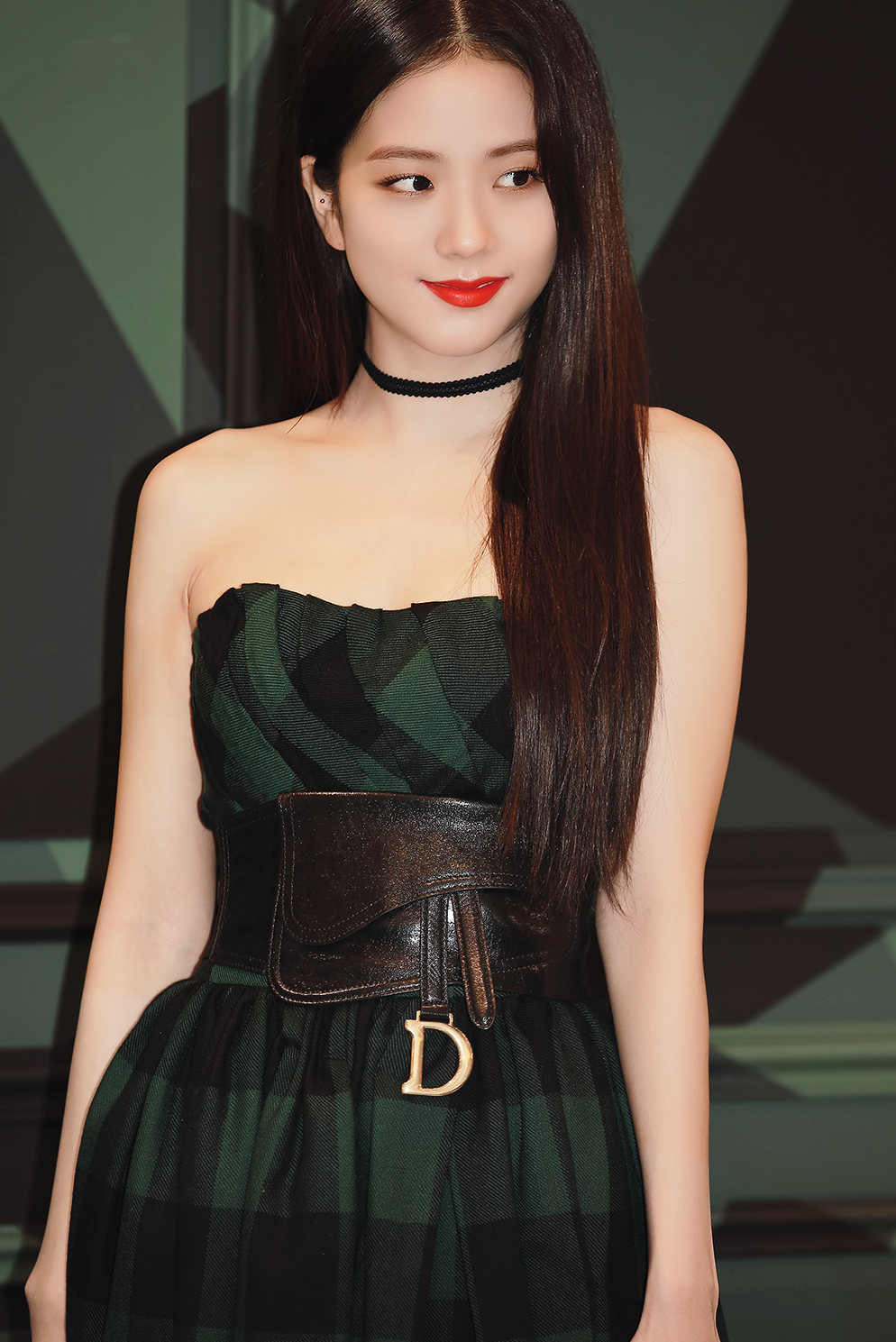
Jisoo ad un evento per Dior, 2019

Nel dicembre 2019, Jisoo è diventata ambasciatrice locale del marchio di cosmetici Dior, Dior Beauty. L'estate successiva, Jisoo è stata reclutata per essere la musa ispiratrice di Dior e modellata per la nuova collezione Autunno/Inverno 2020. Nel settembre 2020, Jisoo ha coperto la prima pagina della 155ª edizione 2020 della rivista Dazed Korea, dove ha discusso del suo lavoro con Dior. Nel dicembre 2020, Jisoo è stata fotografata con le borse Lady Dior e D'Lite della collezione Cruise 2020-2021 di Dior.
Nel gennaio 2021, "Dior Forever Skin Glow Cushion" di Dior Beauty, approvato da Jisoo, è stato rilasciato esclusivamente in Corea. Ha inoltre promosso la nuova Collezione Primavera/Estate del brand, indossando la borsa Caro di Dior. Il marzo successivo, Jisoo ha consolidato la sua partnership a lungo termine con Dior quando l'hanno annunciata come nuova ambasciatrice globale, insieme a Natalie Portman e Cara Delevingne. Nel maggio 2021, Jisoo ha intrapreso il suo primo progetto di collaborazione con il marchio, partecipando alle campagne Dior Fall '21 e Dior Vespa come star della copertina di giugno della rivista Elle, che è arrivata sugli scaffali in quattro paesi: Hong Kong, Thailandia, Singapore e India. Jisoo ha creato anche il balsamo per labbra lanciato da Dior, Dior Addict Lip Glow, per la serie Dior Beauty.
Nel giugno 2021, Jisoo ha partecipato allo spettacolo Dior Resort 2022 allo stadio Panathinaiko in Grecia, indossando un abito di lino bianco disegnato dal direttore creativo di Dior Maria Grazia Chiuri. A settembre 2021, Jisoo ha partecipato alla sfilata Dior Womenswear Primavera/Estate 2022, tenutasi durante la settimana della moda di Parigi 2021 al Jardin des Tuileries. Si è seduta in prima fila, accanto al presidente e amministratore delegato di Dior, Pietro Beccari. Prima della sfilata, il suo viaggio a Parigi è stato documentato sugli account dei social media di Dior, mostrando momenti che vanno dalla sua visita agli atelier della maison e l'ispirazione dietro la collezione Primavera/Estate 2022 e agli archivi di Lady Dior, dal nome della Lady Diana.
Nel febbraio 2022, Jisoo è diventato il volto della collezione di rossetti Addict di Dior insieme alle altre ambasciatrici Anya Taylor-Joy e Sharon Alexie. In onore del suo 28º compleanno, Dior ha lanciato una nuova tonalità di lucidalabbra, "031 Strawberry". Nel marzo 2022, Jisoo ha partecipato alla sfilata Dior Autunno/Inverno 2022 durante la settimana della Moda di Parigi. Ha documentato la sua esperienza in un video diario, condividendo approfondimenti sui temi della sfilata e sui suoi pezzi preferiti. Ad aprile, Jisoo ha partecipato alla prima sfilata di Dior per l'autunno 2022 in Corea del Sud, tenutasi alla Ewha Womans University di Seul. Ha indossato un abito nero di pizzo della collezione invernale 2022-2023 di Dior, abbinato a tacchi slingback Dior e a una borsa nera Lady Dior. Nello stesso mese, è stata protagonista di un servizio speciale per la collezione primavera/estate 2022 di Dior, sfoggiando look vibranti e di ispirazione mod che si rifacevano agli anni Sessanta. Alla sfilata Dior Primavera/Estate 2023 a Parigi, Jisoo ha indossato un mini abito nero senza spalline con orlo a bolla e accessoriato con una Mini Lady D-Lite Bag.
Nel gennaio 2023, Jisoo ha partecipato alla sfilata Dior Haute Couture Primavera 2023. Prima di assistere alla sfilata Dior Autunno/Inverno 2023-2024 a febbraio, ha visitato gli archivi Dior per conoscere la storia e le ispirazioni del marchio. Ha espresso particolare interesse per la storia di Catherine Dior, sorella di Christian Dior, e per la sua influenza sul marchio.
Nel settembre 2024, Jisoo ha partecipato alla sfilata Dior Primavera/Estate 2025 a Parigi, ed è stata protagonista di una campagna Lady Dior che la ritraeva in varie versioni della borsa Lady Dior. Lo stesso mese, il Direttore della Creazione Profumi di Dior, Francis Kurkdjian, ha creato una fragranza esclusiva appositamente per Jisoo. Questo profumo su misura le è stato presentato con un biglietto personale che esprimeva la creazione unica fatta solo per lei.

### Cartier
Nel settembre 2020, Jisoo è stata nominata modella principale del Pasha de Cartier di Cartier. Il 25 maggio 2022, Cartier ha annunciato tramite un post su instagram che Jisoo sarebbe diventata ambasciatrice del marchio. La cantante si unisce così alla comunità Panthère de Cartier insieme a Annabelle Wallis, Ella Balinska, Chang Chen, Mariacarla Boscono e Yasmine Sabri. In occasione delle celebrazioni di Cartier per il centenario del Trinity, Jisoo è una delle star della campagna tra Yara Shahidi, Paul Mescal, Labrinth e Jackson Wang. In occasione di un evento Cartier a Singapore nel luglio 2024, Jisoo e altre celebrità come Roh Yoon-seo, Jackson Wang e Jeff Satur hanno partecipato all'evento per celebrare il centenario della collezione Cartier Trinity, nonché a un pop-up della collezione presso la The Arts House dal 15 al 23 luglio. Nel marzo 2025, Jisoo ha partecipato al Grand Dîner du Louvre al Museo del Louvre, dove ha debuttato l'esclusiva collezione Panthère de Cartier.

### Tommy Hilfiger e altre collaborazioni
Nell'ottobre 2024, Jisoo viene annunciata come ambasciatrice globale di Tommy Hilfiger e compare nella campagna Autunno 2024 del marchio. Nel 2025 è stata il volto delle campagne di Capodanno e Primavera del marchio.
Nel febbraio 2021, Line Friends ha annunciato Jisoo come partner esclusiva per disegnare un personaggio nel gioco mobile KartRider Rush+, che sarebbe stato rilasciato il 19 marzo 2021. La cantante ha disegnato personalmente gli elementi e l'idea del personaggio. Tra i suoi oggetti c'erano Chichi, un coniglio ispirato al soprannome di Jisoo “Turtle Rabbit Kim” utilizzato tra i fan, e Dalgom, il nome del suo cane domestico. Sia Chichi che Dalgom sono stati trasformati in adesivi sulla piattaforma Line Messenger.

## Impatto e influenza

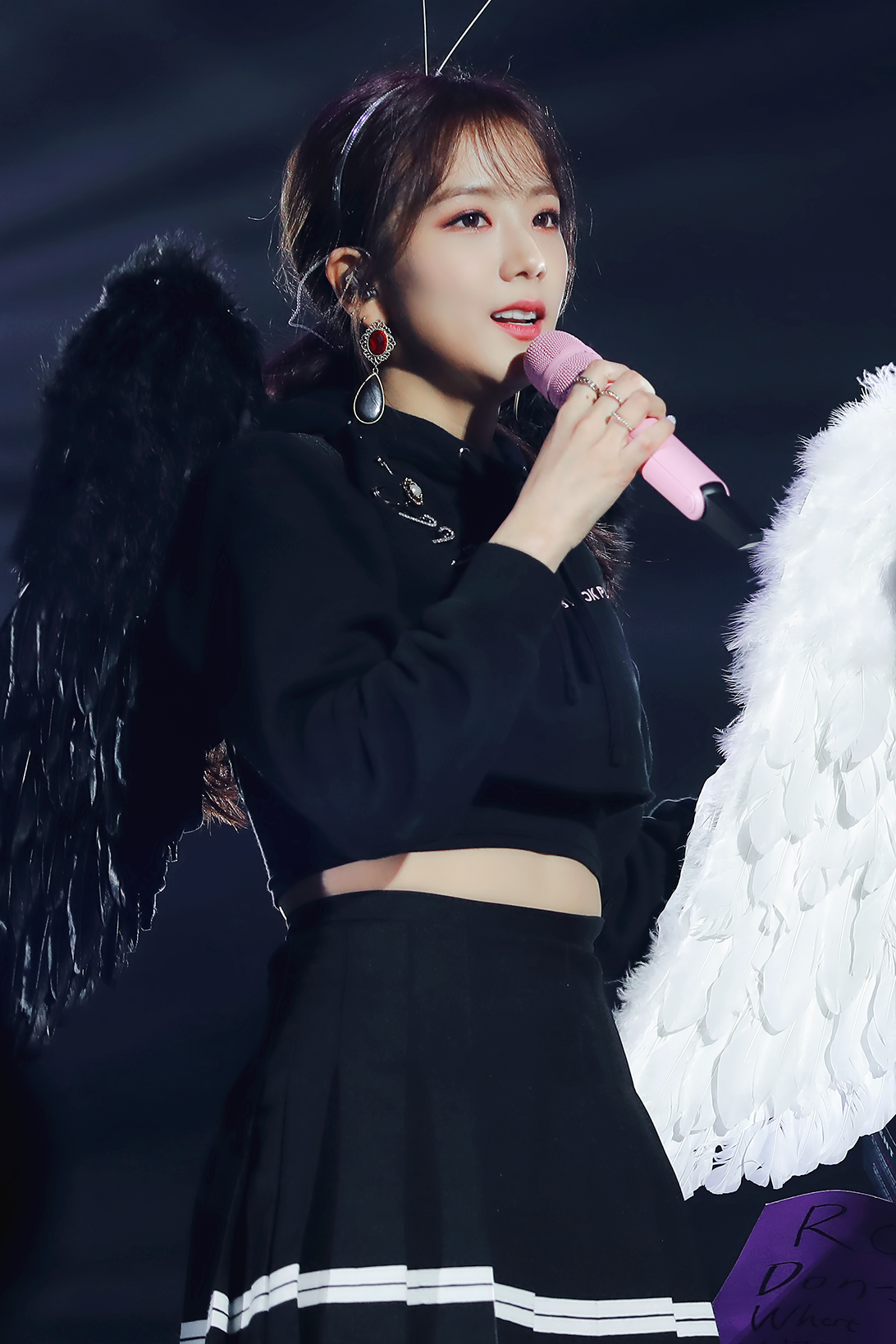
Jisoo in concerto a Sydney nel 2019

Nel 2018, Jisoo si è classificata al 10º posto come idol sudcoreano più popolare, e al 17° nel 2019 nei sondaggi annuali condotti da Gallup Korea. Nel 2019, è stata classificata come la sesta idol K-pop femminile più popolare in un sondaggio sui soldati che prestano servizio militare obbligatorio in Corea del Sud. A febbraio 2021, è la terza idol K-pop più seguita su Instagram, insieme al membro del gruppo Rosé. Nel 2019 è stata nominata nel BoF 500, un indice professionale definitivo di persone che danno forma all'industria della moda da 2,4 trilioni di dollari.
Women's Wear Daily, una rivista specializzata nel settore della moda, ha rivelato che Jisoo è in testa alla classifica in termini di coinvolgimento medio per post, seguito da Rihanna e Kylie Jenner. Si è classificata settima nella classifica generale, con il minor numero di post, solo 12 in totale. È l'unica asiatica ad essere inclusa nella lista.
Jisoo si è classificata al primo posto nell'elenco di reputazione del marchio personale del gruppo femminile creato dal Korea Enterprise Research Institute, che ha analizzato i dati dei marchi e delle abitudini dei consumatori online per misurare quelli con un impatto significativo sul consumo e sull'interesse del marchio. Il direttore del Korean Language Research Institute Lim Seong-sun ha notato che l'ondata coreana nella comunità globale stava rapidamente distruggendo il dominio culturale occidentale convenzionale, nominando Jisoo e Jung Kook dei BTS come standard per la bellezza mondiale sugli attori Olivia Hussey e James Dean.

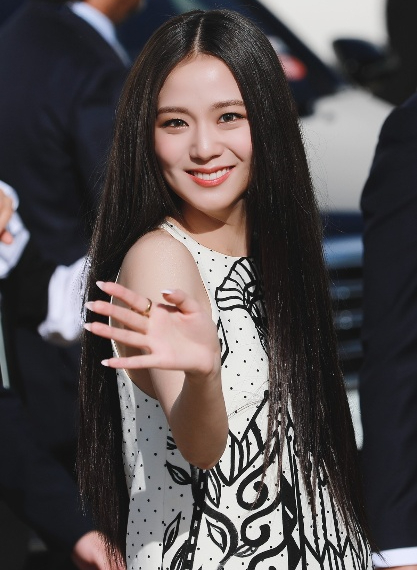
Jisoo al Dior Fall nel 2021

Nel 2020, l'aumento delle vendite di Dior durante la pandemia di COVID-19 in Corea del Sud è stato attribuito anche a una campagna di marketing con cantanti pop coreani, tra cui Jisoo. È apparsa nelle promozioni per la nuova borsa Bobby di Dior insieme ad altri importanti influencer come Chiara Ferragni e Kat Graham. La caratteristica di Jisoo nella campagna Dior Autunno/Inverno 2020 ha ispirato l'attrice Liza Soberano a indossare la sciarpa Oblique di Dior. Alla vetrina della collezione Primavera/Estate 2021 del marchio, Jisoo ha attirato l'attenzione come rappresentante coreana. La sua partecipazione alla vetrina ha fatto guadagnare a Dior il posto più votato, con una media del 33% di MIV, dalla sua sfilata dell'autunno 2020. Nel marzo 2021, il direttore creativo Maria Grazia Chiuri ha rivelato che la collezione Autunno/Inverno 2021 di Dior è stata ispirata da Jisoo. È stato anche rivelato che una delle dieci tonalità del balsamo per labbra Dior Addict Lip Glow, #025 Seoul Scarlet, è stata ispirata da donne coreane come Kim.
La sua partecipazione alla sfilata della collezione Primavera/Estate 2022 di Dior ha suscitato scalpore sia all'interno che all'esterno della sede del giardino delle Tuileries. I post sui social media di Jisoo hanno avuto il valore più alto di tutti quelli relativi all'evento, con solo due post e duemila citazioni sui media che hanno portato a un valore totale di 15,7 milioni di dollari per la casa di moda durante la settimana della moda di Parigi. A marzo, ha generato il più alto valore di impatto sui media per un post sui social media durante la sfilata Autunno/Inverno 2022 di Dior alla settimana della moda di Parigi, con una foto del valore di 1,74 milioni di dollari.

## Filantropia
Il 3 gennaio 2023, giorno del suo 28º compleanno, Jisoo ha creato il suo canale YouTube chiamato "Happy Jisoo 103%". Ha dichiarato che i proventi del suo nuovo canale saranno devoluti in beneficenza. Il 12 marzo 2024 è stato rivelato che l'ente di beneficenza scelto è Save the Children. Nel marzo 2025, ha donato 150 milioni di won alla Croce Rossa sudcoreana per sostenere gli sforzi di recupero dagli incendi boschivi.

## Discografia

### Da solista

#### EP
- 2025 – Amortage

#### Singoli
- 2023 – Me
- 2025 – Earthquake

### Blackpink

#### Album in studio
- 2020 – The Album
- 2022 – Born Pink

#### Album dal vivo
- 2019 – Blackpink Arena Tour 2018 "Special Final in Kyocera Dome Osaka"
- 2019 – Blackpink 2018 Tour 'In Your Area' Seoul
- 2020 – Blackpink 2019-2020 World Tour In Your Area-Tokyo Dome-
- 2021 – Blackpink 2021 'The Show' Live

#### Raccolte
- 2018 – Blackpink in Your Area

## Filmografia

### Cinema
- Blackpink: The Movie (블랙핑크: 더 무비?, Beullaekpingkeu: Deo mubiLR), regia di Oh Yoon-dong e Jung Su-yee (2021)[105]
- Cheonbaksa toema yeon-guso: Seolgyeong-ui bimil (천박사 퇴마 연구소: 설경의 비밀?), regia di Kim Seong-sik (2023)
- Blackpink World Tour [Born Pink] In Cinemas, regia di Oh Yoon-dong e Geun Min (2024)[106]

### Televisione
- Producer (프로듀사?) – serie TV, 1x04 (2015)
- Part-Time Idols (비정규직 아이돌?) – serie TV, 1x05 (2017)
- Arthdal Chronicles (아스달 연대기?) – serie TV, 1x07 (2019)
- Snowdrop (설강화?) – serie TV, 16 episodi (2021-2022)
- Newtopia (뉴토피아?) – serie TV, 7 episodi (2025)

### Documentari
- Blackpink: Light Up the Sky, regia di Caroline Suh (2020)

## Programmi televisivi
- Inkigayo (SBS TV, 2017-2018) – Conduttrice
- Inkigayo Super Concert in Daejeon (SBS TV, 2017) – Conduttrice

## Riconoscimenti
- Asia Artist Awards
  - 2023 – Candidatura al Premio popolarità (cantanti donne)[107]
- Asian Pop Music Awards
  - 2023 – Top 20 migliori canzoni dell'anno per Flower (estera)[108]
  - 2023 – Miglior artista femminile (estera)[108]
  - 2023 – Canzone dell'anno per Flower (estera)[108]
  - 2023 – Candidatura al Premio scelta del pubblico (estero)[109]
  - 2023 – Candidatura alla Miglior esibizione di danza per Flower (estera)[109]
  - 2023 – Candidatura al Miglior video musicale per Flower (estero)[109]
- Blue Dragon Series Awards
  - 2022 – Candidatura alla Miglior attrice per Snowdrop[110]
  - 2022 – Candidatura alla Miglior attrice non protagonista per Snowdrop[110]
  - 2022 – Candidatura al Principiante dell'anno per Snowdrop[110]
- Circle Chart Music Awards
  - 2024 – Artista dell'anno di streaming globale per Flower[111]
  - 2024 – Candidatura all'Artista dell'anno di musica digitale dell'anno per Flower[112]
  - 2024 – Candidatura all'Artista dell'anno per ascoltatori unici per Flower[112]
  - 2024 – Candidatura al Premio MuBeat Global Choice Award (donne)[112]
- Golden Disc Awards
  - 2024 – Bonsang – Miglior canzone digitale per Flower[113]
  - 2024 – Artista donna più popolare[113]
  - 2024 – Candidatura alla Canzone dell'anno (daesang) per Flower[114]
- Hanteo Music Awards
  - 2024 – Candidatura all'Artista dell'anno[115]
  - 2024 – Candidatura al Premio artista globale[116]
- iHeartRadio Music Awards
  - 2024 – Candidatura al Miglior video musicale per Flower[117]
- MAMA Awards
  - 2023 – Miglior esibizione di danza di una solista femminile per Flower[118]
  - 2023 – Miglior artista femminile[118]
  - 2023 – Miglior video musicale per Flower[118]
  - 2023 – Candidatura all'Artista dell'anno[118]
  - 2023 – Candidatura alla Canzone dell'anno per Flower[118]
  - 2023 – Candidatura alla Top 10 mondiale scelta dai fan[118]
- Melon Music Awards
  - 2023 – Candidatura alla Miglior solista femminile[119]
  - 2023 – Candidatura alla Canzone dell'anno per Flower[119]
  - 2023 – Candidatura alla Top 10 artisti[120]
- Seoul International Drama Awards
  - 2022 – Miglior attrice per Snowdrop[18]
- Seoul Music Awards
  - 2024 – Candidatura al Premio Bonsang per Me[121]
  - 2024 – Candidatura al Premio Korean Wave per Me[121]
  - 2024 – Candidatura al Premio popolarità per Me[121]
- The Fact Music Awards
  - 2021 – Candidatura al Fan N Star Choice Individual[122]
  - 2023 – Candidatura alla Miglior musica (estate) per Flower[123]
  - 2023 – Candidatura al Premio popolarità IdolPlus[124]

## Doppiatrici italiane
Nelle versioni in italiano delle opere in cui ha recitato, Jisoo è stata doppiata da:
- Joy Saltarelli in Snowdrop
- Alice Venditti in Newtopia